# Franz Melchers

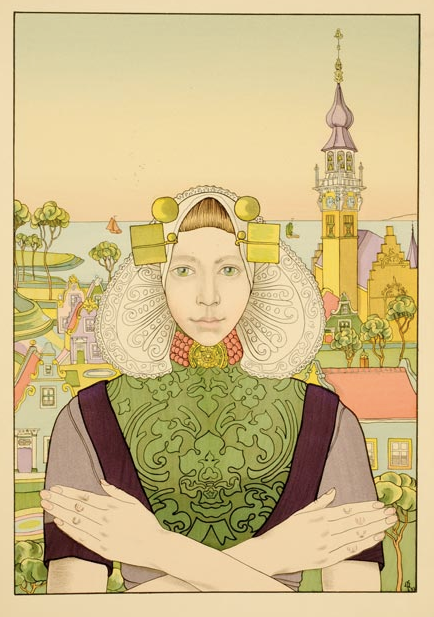
Franz M. Melchers, Litografia pubblicata da L'Estampe moderne

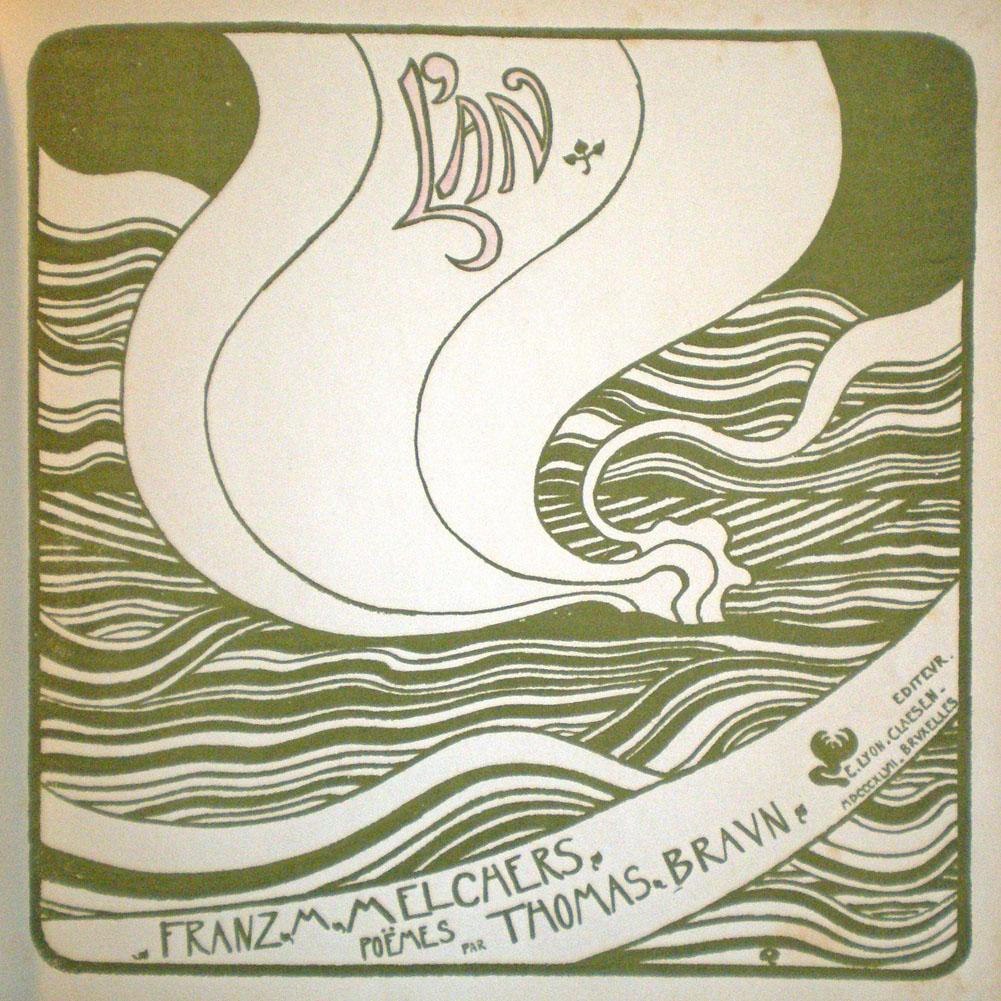
Frontespizio per lAn 1897

Fran Melchers (Münster, 16 aprile 1868 – Anversa, 18 marzo 1944) è stato un pittore, incisore e disegnatore olandese Il critico d'arte Cyriel Buysse lo definisce "artista cosmopolita";.

## Biografia
Nato a Münster nella provincia della Westfalia (Regno di Prussia), Franz Melchers è discendente per parte materna, della famiglia di Carel Pecquerer, che emigrò negli anni 1840 a Batavia (Indie olandesi). Franz Melchers lascia la Prussia all'età di 15 anni, vive a Veere, in Zelanda, per tre anni e poi si stabilisce a Bruxelles dove studia arte soprattutto all'Aia per completare la sua formazione. È pure compagno di studi e amico di Jan Toorop. 
Nella capitale belga egli entra in contatto, forse all'inizio del 1889, con Octave Maus che presenta i suoi lavori nell'ambito del Salon des XX e in seguito nel corso delle differenti manifestazioni de La Libre Esthétique; Melquers è presente al padiglione del Belgio all'Esposizione Universale di Parigi del 1889. Il suo lavoro è influenzato dal giapponismo e dai maestri olandesi.
Melchers espone a partire dal 15 novembre 1895, presso Le Barc de Bouteville: il catalogo contiene un'introduzione di Maurice Maeterlinck. Questi scrive due articoli elogiativi su Melchers anche nella rivista L'Art moderne in marzo e aprile 1896 facendo seguito ad una esposizione alla Maison d'art di Bruxelles.  Le sue opere vengono esposte anche al salon des Cent.
Nel 1897 egli illustra una serie di poemi dell'avvocato di Bruxelles Tomas Braun: sedici litografie costituiscono un calendario, opera intitolata L'An e pubblicata da E. Lyon-Claesen di Bruxelles; la rivista L'Estampe moderne pubblica in litografia La Phalène des îles de la mer accompagnata da un poema di Maeterlinck.
Franz Melchers espone in seguito al Salon des artistes français del 1898. Nella rivista internazionale d'arte The Studio, nel 1899, il critico Pol de Mont elogia il suo genio.
Il 2 dicembre il giornale La Justice gli dedica un importante articolo in prima pagina, a firma Gustave Geffroy.
Fino al 1908 Franz Melchers espone al Circolo artistico di Bruxelles una serie di tele raffiguranti interni olandesi.
Nel maggio 1937 Yvette Guilbert visita il suo atelier di Bruxelles: il pittore le mostra una sua grande tela, un San Sebastiano, e lo descrive come «lapidato da una banda di bruti:  [...], sintesi del nostro tempo. Ovunque è tempo di macello».
Melchers era vicino a Charles Doudelet, con il quale lavorò, nel periodo antecedente la Prima guerra mondiale, a progetti di vetrate.
Ha sposato Jane Domartus dalla quale ha avuto un figlio chiamato Harold.
Melcers muore il 18 marzo 1944 ad Anversa che all'epoca era occupata dall'armata tedesca.